# Nejc Naraločnik
Nejc Naraločnik, slovenski alpski smučar, * 5. januar 1999, Slovenj Gradec.
Naraločnik je član kluba SK Beli Zajec. 6. februarja 2021 je debitiral v svetovnem pokalu z 48. mestom na superveleslalomu v Garmisch-Partenkirchnu. Nastopil je na olimpijskih igrah 2022 v Pekingu, kjer je svojo najboljšo posamično uvrstitev dosegel s 24. mestom v superveleslalomu. Na svetovnih prvenstvih je prvič nastopil leta 2021 v Cortini d'Ampezzo, kjer je svojo najboljšo posamično uvrstitev dosegel s 17. mestom v kombinaciji. V sezoni 2020/21 je postal slovenski državni prvak v smuku.